# 군북면 (옥천군)
군북면(郡北面)은 대한민국 충청북도 옥천군에 있는 면이다.

## 연혁
- 신라 시대 : 고시산군의 일부에 속함
- 신라 경덕왕 : 관성군에 속함
- 1413년 (조선 태종 13년) : 옥천군에 소속
- 1739년 : 여지도서에서 증약리, 방하곡리, 이탄리, 환평리, 증걸리, 소태동리, 장사리 등 7개 리가 있었다고 함.
- 1890년 : 신묘장적에서 증약리, 방하곡리, 이탄리, 환평리, 증걸리, 소태동리, 장사리, 자모리, 비하동리 등 9개 리가 있었다고 함.
- 1908년 : 군북면이 군북일소면과 군북이소면으로 나뉘어 군북일소면은 괴목리, 백석리, 이지리, 증약리, 자모리, 와정리, 항곡리, 지파리, 포오리, 도호리, 환평리, 추동리, 부소리, 석결리, 소정리, 구건리 등 11개 리와 동을 관할하였다.
- 1914년  : 군서일소면의 각신리 일부를 병합하고 군북일소면과 군북이소면이 합하여 군북면이 되면서 이백리, 대정리, 증약리, 자모리, 장계리, 환평리, 소정리, 구건리 등 13개 리를 관할하였다.
- 1973년 7월 1일 : 법령 제 2595호에 의거 군북면 장계리가 안내면에 편입되고, 안내면의 용호리와 막지리가 군북면에 편입됨
- 1995년 : 안말 마을 서당 벽면에 '국원추전'이라는 본래 지명이 남아 있는 것을 발견해 이듬해 군 지명위원회와 주민투표 등을 거쳐 구건리(九巾里)가 국원리(菊園里)로 개칭됨.

## 행정 구역
- 국원리(菊園里)
- 대정리(大亭里)
- 막지리(莫只里)
- 석호리(石湖里)
- 소정리(疎亭里)
- 용호리(龍湖里)
- 이백리(二栢里)
- 이평리(梨坪里)
- 자모리(自慕里)
- 증약리(增若里)
- 지오리(支五里)
- 추소리(楸沼里)
- 항곡리(恒谷里)
- 환평리(環坪里)